# Günter Kieslich
Günter Kieslich (* 24. Januar 1924 in Breslau; † 9. Dezember 1971 in Salzburg) war ein deutscher Publizistikwissenschaftler. Er war von 1968 bis zu seinem Tod Ordinarius am Institut für Publizistik und Kommunikationstheorie der Universität Salzburg.

## Leben
Günter Kieslich geriet im Zweiten Weltkrieg für fünf Jahre in sowjetischer Gefangenschaft. Nach wenigen Semestern Medizin in Braunschweig studierte er Publizistik und Geschichte in Münster und promovierte anschließend. Von 1955 bis 1959 war er Assistent von Walter Hagemann (1900–1964) in Münster. Von 1960 bis 1962 wirkte er als Wissenschaftlicher Rat bei Emil Dovifat an der FU Berlin.
Er war am 29. Oktober 1963 Mitbegründer der Deutschen Gesellschaft für Publizistik und Zeitungswissenschaft, von 1962 bis 1968 Pressereferent der Kultusministerkonferenz und nach 1956 erster Chefredakteur und später Mitherausgeber der führenden deutschen Fachzeitschrift Publizistik. Von 1968 bis 1971 war er Wissenschaftlicher Leiter des Deutschen Instituts für Publizistische Bildungsarbeit (Düsseldorf).
1968 übernahm Kieslich die neugeschaffene Lehrkanzel für Publizistik und Kommunikationstheorie an der Universität Salzburg.
Bemerkenswert an seiner Arbeit ist das vertiefte Interesse an historischen Studien wie auch an der empirischen Sozialforschung. Zu seinen Schülerinnen und Schülern aus mittleren und höheren Semestern gehörten unter anderem Hermann Ayen, A. Thomas Bauer, Götz Dornkasch, Margarethe Eichinger, Günter Friedmann, Gudrun Held, Walter Hömberg, Herbert Moser, Irene Neverla, Heinz Pürer, Eckart Roloff, Erentraud Sorger, Wolfgang Vyslozil, Peter Weixelbaumer und Gernot Zieser.
Niklas Venema hat in der Dissertation (FU Berlin 2021) Kieslichs Bemühen zugunsten einer besseren Journalistenausbildung dargestellt.
Nach einer Operation starb Kieslich in Salzburg überraschend im Dezember 1971. Sein Grab liegt auf dem Friedhof Salzburg-Aigen.

## Werke (Auswahl)
- Der journalistische Nachwuchs in der Bundesrepublik Deutschland. Daten zur Volontärsausbildung in der Tagespresse, Bearbeitung: Eckart Klaus Roloff, Bund-Verlag, Köln 1974.
- Zum Selbstverständnis der Publizistikwissenschaft / Die Jugend und die Zeitung / Zukunftsperspektiven der Massenkommunikation / Lokale Kommunikation. In: Publizistik. 17. Jahrgang 1972, Heft 1, S. 68–101.
- Die Struktur der österreichischen Tagespresse (1969). Masch. verv. 1970 (Unter dem Titel Die Struktur der österreichischen Tagespresse (1971) in erweiterter und aktualisierter Fassung als Sonderheft der Zeitschrift „Information und Meinung“ 1973 im Niederösterreichischen Pressehaus St. Pölten erschienen und Günter Kieslich gewidmet).
- Kommunikationskrisen in der Wissenschaft. Anton Pustet, Salzburg und München 1969.
- Bildungsprobleme im Spannungsfeld der öffentlichen Meinung. Max Gehlen, Bad Homburg 1965.
- Werbung in alter Zeit. Stamm, Essen 1960, 2. Auflage 1965.
- Die öffentliche Meinungsbildung durch die modernen Massenmedien und Formen originärer Publizistik. Max Gehlen, Bad Homburg 1962.
- Das „Historische Volkslied“ als publizistische Erscheinung. Fahle, Münster (Westf.) 1958.
- Freizeitgestaltung in einer Industriestadt. Ergebnisse einer Befragung in Marl/Westfalen. Wulff und Co. KG, Dortmund 1956.